# Myoschilos
- Commons
- Wikispecies

Myoschilos é um género botânico pertencente à família Santalaceae.